# ليديا جيبسون
ليديا جيبسون (بالإنجليزية: Lydia Gibson)‏ هي رسامة توضيحية وفنانة أمريكية، ولدت في 1891، وتوفيت في 1964.